# Caugé
Caugé – miejscowość i gmina we Francji, w regionie Normandia, w departamencie Eure.
Według danych na rok 1990 gminę zamieszkiwało 749 osób, a gęstość zaludnienia wynosiła 65 osób/km² (wśród 1421 gmin Górnej Normandii Caugé plasuje się na 319. miejscu pod względem liczby ludności, natomiast pod względem powierzchni na miejscu 269.).